# Forêt Classée et Réserve Partielle de Faune de la Comoé-Léraba

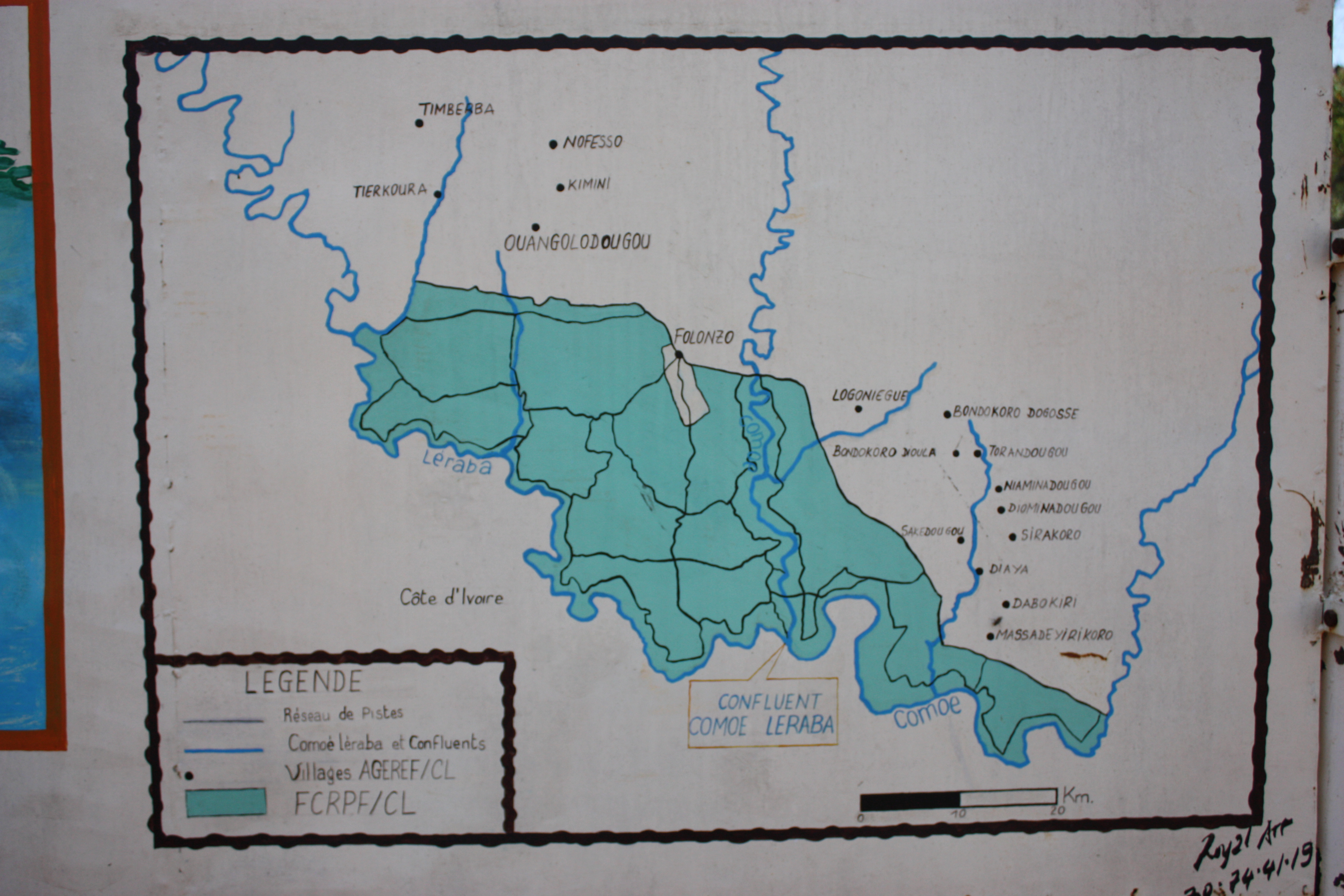
Karte des Schutzgebiets mit Pisten und umliegenden Ortschaften.

Der Forêt Classée et Réserve Partielle de Faune de la Comoé-Léraba ist ein geschützter Wald und ein Wildschutzgebiet der Provinz Comoé im Südwesten Burkina Fasos, entlang der Flüsse Comoé und Léraba an der Grenze zur Elfenbeinküste.
Das Schutzgebiet wird von einer AGEREF (Association intervillageoise de gestion des ressources naturelles et de la faune), einer dörflichen Gemeinschaft, bewirtschaftet, so dass die Einnahmen aus Jagd- und Ökotourismus den umliegenden Orten zugutekommen. In der Ortschaft Folonzo gibt es Unterkünfte und ein kleines Museum zum Schutzgebiet, außerdem unterhält die AGEREF ein Büro in Banfora.
Neben sudanischen Savannen, die von hohen, teils mehrjährigen Gräsern der Andropogoneae und Gehölzen der Combretaceae und Leguminosae geprägt sind, kommen auch Galeriewälder und Inselwälder mit guineischen Florenelementen vor.
An größeren Säugetieren gibt es unter anderem Büffel, Pferdeantilopen, Westafrika-Kuhantilopen, Kobantilopen, Buschböcke, Kronenducker, Paviane und Warzenschweine.